# Alice Blom
Alice Blom (Oudeschild, 7 april 1980) is een voormalig Nederlandse volleybalster.

## Eredivisie
Blom is opgegroeid op Texel. Op 8-jarige leeftijd begon zij met volleybal. Haar talent bleef aan de vaste wal niet onopgemerkt. Na Bosta/The Smash maakte zij op 17-jarige leeftijd haar debuut in de eredivisie bij Volleybalclub Sneek. Na 3 seizoenen werd Blom naar Oldenzaal gehaald. Bij Pollux pakte ze in vier seizoenen drie titels. In het seizoen 2001-2002 werd Blom verkozen tot beste speelster van de competitie.

## Buitenland
In 2003 kwam de overstap naar het buitenland. Eerst twee jaar in Duitsland, een jaar Ulm en een jaar Münster. Bij de laatste werd de Duitse dubbel veroverd. In 2005 speelde Blom een jaar voor Busto Arsizio in Italië om vervolgens voor twee jaar terug te keren naar Nederland. Bij Martinus in Amstelveen werden alle dames van het Nederlands damesteam gestald. Onder leiding van Avital Selinger werd keihard getraind om de Olympische Spelen in Peking te halen. De dames leken hard op naar China. In 2007 wonnen zij de World Grand Prix echter het hoofddoel, de spelen, werd niet behaald.
Het team viel uiteen en Blom keerde voor één jaar terug naar Italië. Bij Villa Cortese werd het kampioenschap van de A2 gepakt.
In 2009 vertrok Blom naar Fenerbahçe waar ze met haar team zeer succesvol was. In april werd de beker prooi gemaakt. In mei werd Blom winnaar van het Turks kampioenschap. De finale van de felbegeerde Champions League werd echter nipt verloren. In een zinderende finale kwam Fenerbahçe terug van een 2-0-achterstand. In de vijfde en beslissende set trok het Italiaanse Bergamo aan het langste eind.
Na Turkije ging Blom nog verder van huis spelen, te weten Azerbeidzjan. In de zomer van 2012 nam Blom een lange break. 
Januari 2016 werd Schweriner SC voor haar de derde ploeg in Duitsland.

## Oranje
Tot 31 december 2009 speelde Blom 234 interlands. In 2009 pakte Blom met Oranje de tweede plaats op het Europees kampioenschap in Polen. Italië bleek in de finale een maatje te groot echter de dames toonden aan dat zij wel degelijk tot de wereldtop behoren. In totaal kwam Blom 315 keer uit voor het Nederlands team.
| jaar      | land            | team                  | prijzen               |
| --------- | --------------- | --------------------- | --------------------- |
| 1988-1995 | Nederland       | Tevoko                |                       |
| 1995-1996 | Nederland       | Bosta/The Smash       |                       |
| 1996-1999 | Nederland       | Volleybalclub Sneek   |                       |
| 1999-2003 | Nederland       | Pollux                | 3× kampioen, 3× beker |
| 2003-2004 | Duitsland       | SSV Ulm               |                       |
| 2004-2005 | Duitsland       | USC Münster           | kampioen, beker       |
| 2005-2006 | Italië serie A2 | Busto Arsizio         |                       |
| 2006-2008 | Nederland       | Martinus              | 2× kampioen, 2× beker |
| 2008-2009 | Italië serie A2 | Villa Cortese         | kampioen A2           |
| 2009-2010 | Turkije         | Fenerbahçe            | kampioen, beker       |
| 2010-2012 | Azerbeidzjan    | Iqtisadci University  |                       |
| 2015-2016 | Duitsland       | Schweriner SC         |                       |
| 2016-2017 | Turkije         | Yeşilyurt Spor Kulübü |                       |

## Prijzen

### Individuele prijzen
- 2008 Montreux Volley Masters "Beste Passer"

### Clubs
- 2009-10 Turks kampioenschap - Kampioen, met Fenerbahçe Acıbadem
- 2009-10 Turkse beker  - Bekerwinnaar, met Fenerbahçe Acıbadem
- 2009-10 Turkse Supercup - Kampioen, met Fenerbahçe Acıbadem
- 2009-10 Tweede plaats in de CEV Champions League, met Fenerbahçe Acıbadem